# チェントゥーリペ
チェントゥーリペ（イタリア語: Centuripe, シチリア語: Centuorbi）は、イタリア共和国シチリア州エンナ県にある、人口約5,400人の基礎自治体（コムーネ）。

## 地理

### 位置・広がり

#### 隣接コムーネ
隣接するコムーネは以下の通り。括弧内のCTはカターニア県所属を示す。
- アドラーノ (CT)
- ビアンカヴィッラ (CT)
- ブロンテ (CT)
- カステル・ディ・ユーディカ (CT)
- カテナヌオーヴァ
- パテルノー (CT)
- ランダッツォ (CT)
- レガルブート